# Skublics Imre
Besenyői és velikei Skublics Imre Márton (Besenyő, Zala vármegye, 1771. november 9. –  Besenyő, Zala vármegye, 1830. szeptember 26.), Zala vármegye főjegyzője, táblabíró, jogász, ügyvéd, zalai földbirtokos, költő.

## Élete
A nemesi származású besenyői és velikei Skublics család sarja. Édesapja, besenyői és velikei Skublics János (1738–1808), táblabíró, édesanyja a zalalövői Csapody családból való zalalövői Csapody Erzsébet (1739–1781) volt. Apai nagyszülei besenyői és velikei Skublics Sándor (1695–1754) és lukafalvi Szarka Anna (1711–1789) voltak. Anyai nagyszülei zalalövői Csapody Ferenc (1689–1762) és szentviszlói Deseő Mária (†1756) voltak. Skublics Imre testvérei: báró Gerliczy Mihály (1774–1854) felesége, Skublics Paulina (1777–1848); Skublics Angéla (1775–1839), akinek a férje boldogfai Farkas János (1774–1847), táblabíró, Zala vármegye helyettes alispánja; és Skublics Sándor (1773–1830), táblabíró, aki elhagyta Zalát és a Nyitra vármegyei Veszelére költözött el.
Skublics Imre 1787 és 1792 között ismerkedett meg Kisfaludy Sándorral a győri bencés gimnáziumban, ahova mindketten jártak. Később, együtt végezték el a pozsonyi jogakadémiát is. Skublics Imre gyermekkori jó barátja volt mezőszegedi Szegedy Rózának, és tulajdonképpen a kisasszony rajta keresztül ismerte meg a jövendőbeli férjét, Kisfaludy Sándort.
Tanulmányai befejezése után, a 25 éves ifjú ügyvéd, 1796. október 18.-a és 1798. szeptember 17.-e között a vármegye másodalügyésze lett, majd 1798. szeptember 17.-e és 1800. május 12.-e között Zala első alügyészévé választották meg. 1800. május 12.-étől 1801. április 28.-áig a vármegye első aljegyzője eltt, majd 1801. december 10.-e és 1810. május 7.-e között Zala vármegye főjegyzője volt. A főjegyzői tisztség betöltése alatt, Skublics Imre először 1805. október 17.-e és 1805. november 7.-e között volt a vármegye országgyűlési követe, majd később ismét 1808. augusztus 28.-a és 1808. november 5.-e között.
A több nyelven beszélő igen művelt Skublics Imre édesapjától, és németújvári gróf Batthyány Ferenc hagyatékából örökölt házi könyvtárát irodalmár barátainak köszönhetően fejlesztette tovább. 1828 novemberében kelt végrendeletében külön rendelkezett a nagy könyvtár sorsáról. Mivel Skublics Imre sose házasodott meg és nem volt gyermeke, 1830-ban bekövetkezett halála után unokatestvéréhez, a Zalaszentbalázson élő Skublics Károly táblabíróhoz került a könyvtár, aki ezt egy évvel később adományozta a vármegyének.
1830. szeptember 26.-án hunyt el nőtlen és leszármazottak nélkül.